# عيد العلم

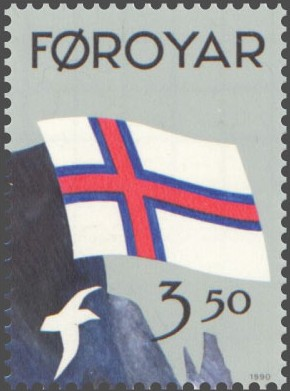

عيد العَلَم هو عيد يحتفل به تكريمًا لعلم الدولة وغالبًا ما يحتفل به في ذكرى اعتماد العلم الوطني.

## أعياد العلم في عدة بلدان
| الدولة                   | تاريخ                 | تفاصيل |
| ------------------------ | --------------------- | --- |
| أفغانستان                | 19 أغسطس              | عيد الاستقلال 1919.                                                                                        |
| ألبانيا                  | 28 نوفمبر             | عيد الاستقلال 1912.                                                                                        |
| الأرجنتين                | 20 يونيو              | ذكرى وفاة مانويل بيغرانو الذي أوجد العلم الحالي.                                                           |
| أروبا                    | 18 مارس               | اعتماد العلم الوطني في 18 مارس 1976.                                                                       |
| أستراليا                 | 3 سبتمبر              | ذكرى إطلاق علم أستراليا الوطني عام 1901.                                                                   |
| أذربيجان                 | 9 نوفمبر              | اعتمد عيد علم الدولة في 9 نوفمبر 2009 لإحياء ذكرى وضع العلم في 9 نوفمبر 2009.                              |
| جزر أولاند               | الأحد الأخير من أبريل | |
| بوليفيا                  | 17 أغسطس              | |
| البرازيل                 | 19 نوفمبر             | ذكرى اعتماد علم البرازيل عام 1889.                                                                         |
| كندا                     | 15 فبراير             | ذكرى اعتماد علم كندا.                                                                                      |
| كولومبيا                 | 20 يوليو و7 أغسطس     | |
| كوراساو                  | 2 يوليو               | |
| الدنمارك                 | 15 يونيو              | |
| الإكوادور                | 26 سبتمبر             | |
| إنجلترا                  | 23 أبريل              | عيد القديس جورج، وعيد العلم الوطني البريطاني.                                                              |
| الاتحاد الأوروبي         | 9 مايو                | يوم أوروبا.                                                                                                |
| جزر فارو                 | 25 أبريل              | |
| هايتي                    | 18 مايو               | |
| إيطاليا                  | 7 يناير               | Festa del tricolore (عيد الألوان الثلاثة) تخلد ذكرى اعتماد علم إيطاليا عام 1797.                           |
| المكسيك                  | 24 فبراير             | |
| باكستان                  | 11 أغسطس              | اعتماد العلم الوطني في باكستان.                                                                            |
| بيرو                     | 7 يونيو               | في ذكرى معركة أريكا Battle of Arica.                                                                       |
| الفلبين                  | 28 مايو               | |
| بولندا                   | 2 مايو                | |
| روسيا                    | 22 أغسطس              | |
| إسكتلندا                 | 30 نوفمبر             | العيد الوطني في إسكتلندا.                                                                                  |
| السويد                   | 6 يونيو               | العيد الوطني للسويد عام 1983.                                                                              |
| الولايات المتحدة         | 14 يونيو              | عيد العلم الوطني للولايات المتحدة الأمريكية.                                                               |
| الإمارات العربية المتحدة | 3 نوفمبر              | يوم العلم الإماراتي                                                                                        |
| الجزائر                  | 16 أبريل              | يوم العلم الجزائري ذكرى وفاة العالم الجزائري عبد الحميد ابن باديس                                          |
| السعودية                 | 11 مارس               | في 1 مارس 2023 صدر أمر ملكي يقضي بأن يكون يوم 11 مارس من كل عام يوماً خاصاً بالعَلَم الوطني، باسم "يوم العَلَم". |